# Ernst Müller-Meiningen
Pour les articles homonymes, voir Müller.
Ernst Müller-Meiningen (né le 11 août 1866 à Mühlhof bei Schwabach et mort le 1er juin 1944 à Munich) est ministre bavarois de la Justice, président du Sénat à la Cour suprême de Bavière et député du Reichstag.

## Biographie
Né sous le nom d'Ernst Müller, il est influencé par son père, un professeur libéral de Moyenne-Franconie. Il passe son Abitur au lycée Mélanchthon de Nuremberg (de) en 1886. Le diplôme lui permit d'effectuer son service militaire en tant que volontaire d'un an avec le 1er régiment d'infanterie bavarois (de). Après des études de droit, il obtient son doctorat à Erlangen en 1892. En 1895, il entre dans la fonction publique. En 1896, il devient procureur à Schweinfurt, en 1898 juge de district à Fürth et la même année député du Reichstag. Il remporte la circonscription de Meiningen-Hildburghausen pour le Parti populaire radical et le conserve jusqu'en 1918. Pour le distinguer des parlementaires du même nom, le nom de la circonscription est ajouté à son nom. En tant qu'allemand du sud dans un groupe parlementaire du nord de l'Allemagne, Müller-Meiningen appartient à l'appendice d'Eugen Richter. Après le tournant du siècle, il devient un partisan de la politique mondiale allemande avec la place au soleil. Il est nommé juge régional en 1903 et juge régional supérieur en 1906. Pendant la Première Guerre mondiale, les vues du « libéral de gauche national-patriotique » se sont orientées vers des positions nationalistes. Lorsque les opposants à la guerre parmi les députés du Reichstag, autour de Karl Liebknecht, cherchent à introduire leurs points de vue dans les débats du Reichstag au début de 1915, Rosa Luxembourg rapporte : Aux cris de "Trahison !", Hubrich (de) et Müller-Meiningen se jettent à coups de poing sur quiconque monte à la tribune du Reichstag pour critiquer le gouvernement. « Sa position sur la révolution de 1918 ressort du fait qu'il revendique la paternité du concept de coup de poignard dans le dos.
En tant que membre du DDP, Müller-Meiningen dirige le ministère bavarois de la Justice à partir de mai 1919. Il préconise la suppression militaire de la République soviétique de Munich. En tant que ministre de la Justice Müller-Meiningen contribue à transformer les tribunaux populaires créés pendant la période révolutionnaire en instrument de la cellule d'ordre bavaroise. Les tribunaux populaires, illégaux sous la constitution de Weimar, sont responsables de nombreux condamnations : peines sévères contre les partisans de la république soviétique (Ernst Toller, Felix Fechenbach (de)), clémence envers les extrémistes politiques de droite (Anton Graf von Arco auf Valley, Hitler). Kurt Tucholsky le caractérise en 1921 : « Le démocrate Müller-Meiningen, un meilleur gentleman qui s'est déjà distingué pendant la guerre en laissant une trace écrite parmi les siens : "Nous avons besoin d'une armée de la jeunesse du Reich ! (imaginez ça !) - ce démocrate a calomnié les prisonniers sans défense dans la presse de l'époque, puis, en tant que ministre de la Justice, il a supprimé les avantages des prisonniers de forteresse par un décret, contrairement aux dispositions du Code pénal." Sans interruption, il continue à servir dans le gouvernement de l'État de Bavière sous Gustav von Kahr en tant que ministre de la Justice et devient même vice-premier ministre. Après la défaite du DDP aux élections régionales de juillet 1920 (de), il doit démissionner. Comme il soutient l'élection de Paul von Hindenburg à la présidence du Reich et considère la république comme une « forme de gouvernement imposée par d'âpres épreuves », Müller-Meiningen démissionne du parlement de l'État (de) en 1924 et du DDP l'année suivante. Bien que courtisé par le Parti populaire allemand libéral de droite, Müller-Meiningen se retire complètement de la politique. Sa carrière juridique culmine en 1928 lorsqu'il est nommé président du Sénat à la Cour suprême, dont il est membre depuis 1920. En 1934, il prend sa retraite et vit isolé à Munich jusqu'à sa mort en 1944.

## Engagement
De 1920 à 1928, Ernst Müller-Meiningen est président du TSV 1860 Munich. 

## Famille
Son fils du même nom, qui ajoute « jr. » à son nom pour le distinguer de son père, est connu sous le nom d'Ernst Müller-Meiningen jr. qui l'un des principaux journalistes du Süddeutsche Zeitung pendant des décennies.

## Travaux
- Diplomatie und Weltkrieg. Ein Führer durch die Entstehung und Ausbreitung der Weltkrisis auf Grund der amtlichen Materialien. Reimer, Berlin 1917.